# Жоан, Луиш Мамона
Луиш Мамона Жоан (порт. Luís Mamona João, более известный просто как Лама (порт. Lamá; 1 февраля 1981, Луанда, Ангола) — ангольский футболист, игравший на позиции вратаря. Выступал в сборной Анголы.

## Клубная карьера
С 1999 года по настоящее время играет за столичный клуб «Петру Атлетику». В составе, которого четырежды становился чемпионом Анголы (2000, 2001, 2008, 2009), трижды обладателем кубка Анголы (2000, 2002, 2012) и обладателем Суперкубка Анголы в 2002 году.

## Карьера за сборную
В составе молодежной сборной Анголы защищал ворота на Молодёжном Чемпионате мира 2001 в Аргентине. В составе национальной сборной был участником четырёх Кубков африканских наций (2006, 2008, 2010 и 2013) и Чемпионата мира 2006 в Германии (запасной вратарь).
В итоге за сборную провёл 46 матчей.

## Статистика за сборную
| Сборная Анголы | Сборная Анголы | Сборная Анголы |
| Год            | Матчи          | Голы           |
| -------------- | -------------- | -------------- |
| 2004           | 4              | 0              |
| 2005           | 1              | 0              |
| 2006           | 4              | 0              |
| 2007           | 4              | 0              |
| 2008           | 11             | 0              |
| 2009           | 9              | 0              |
| 2010           | 5              | 0              |
| Итог           | 38             | 0              |